# Heptatonik
In der Heptatonik (griech. „Siebentönigkeit“) werden Tonleitern innerhalb einer Oktave als Skalen aus sieben Tönen gebildet. Alle in der abendländischen tonalen Musik verwendeten diatonischen Tonleitern wie die Dur- und die Molltonleiter sind heptatonisch. Weitere heptatonische Tonleitern, die häufig nicht diatonisch sind, finden sich vor allem in außereuropäischen Musiktraditionen.

## Konstruktion
Es gibt mehrere Methoden, eine heptatonische Tonleiter zu konstruieren. Bei den im Folgenden skizzierten Herleitungen sind Intervallbezeichnungen wie Quinte oder Oktave zunächst im Sinne der absolut hörbaren Proportionen zu verstehen, die physikalischen Frequenzverhältnissen entsprechen, z. B. 3:2 bzw. 2:1. Bei den traditionellen europäischen heptatonischen Systemen erhalten die so konstruierten Tonstufen auch die Proportion zum Grundton, welche der lateinischen Intervallbezeichnung entspricht; z. B. hat die Proportion zwischen Grundton und dem fünften Ton immer den Höreindruck einer Quinte. Je nach Art der Konstruktion (Stimmung) stimmt dies exakt, z. B. mit einer reinen Quinte (3:2), oder auch nur näherungsweise:
- Eine bereits im Altertum erprobte Möglichkeit ergibt sich aus der oktaversetzten Sortierung von sieben Quinten, wobei der Ton d als Mitte der Stammtöne den Ausgangspunkt darstellt:
    Ableitung: f ← c ← g ← d → a → e → h
    Umsortierung: d – e ^ f – g – a – h ^ c (– d)
Die so entstehende Tonreihe besteht aus Ganztönen mit der Proportion 8:9 und aus Halbtönen (angezeigt durch „^“) mit der Proportion 243:256; sie ist demzufolge in pythagoreischer Stimmung.
- Ein System in reiner Stimmung entsteht durch das Konsonanzprinzip: Durch harmonische Teilung der Oktave in Quinte und Quarte, der Quinte in große und kleine Terz und schließlich in Ganzton und Halbton gewinnt man eine den Obertönen der Naturtonreihe entsprechende Tonleiter.
- Die gleichstufige Stimmung vorausgesetzt, lässt sich eine diatonische Skala durch Auswahl aus der chromatischen Tonfolge bilden.
- Eine weitere Möglichkeit besteht in der Bildung von Tetrachorden. Diese viertönigen Skalenausschnitte haben zwei feststehende Rahmentöne, die eine Quarte bilden, und zwei je nach Tongeschlecht bewegliche Fülltöne. Im griechischen Tonsystem sind die beiden Tetrachorde durch einen Ganzton getrennt oder durch einen gemeinsamen Ton verbunden.

Fast alle siebentönigen Skalen (Dur, Moll, Kirchentonarten, Ungarische Tonleitern, Bluesskala) sind aus zwei übereinandergestellten Tetrachorden aufgebaut. Dabei bildet der unterste Ton des ersten Tetrachords mit dem obersten Ton des zweiten eine Oktave als Rahmen. Nimmt man kleine, große und übermäßige Sekunden als Ausgangsbasis, so entstehen die folgenden (melodischen) Modelle:

(Die rot eingefärbten Noten kennzeichnen Leittonfunktionen)
a) Beide Tetrachorde der Dur-Skala sind nach diesem Modell gebaut. Der Halbton am Ende hat eine nach oben ziehende Bewegungstendenz.
b) Die symmetrische Struktur mit dem Halbton in der Mitte erzeugt eine in beide Richtungen fließende Energie.
c) Dieser Tetrachord ist eine Umkehrung des Modells a). Die Bewegungsrichtung verläuft von oben nach unten.
d) Die letzten drei Modelle enthalten jeweils eine übermäßige Sekunde. Solch ein „unsanglicher“ Schritt hemmt den Fluss der Bewegung. In diesem symmetrischen Tetrachord liegt er in der Mitte und lässt so eine Verwendung zu.
e) und f) Durch die übermäßige Sekunde wird das Gewicht der Randtöne eingeschränkt.
Alle heptatonischen Skalen, die sich aus Ganz- und Halbtönen zusammensetzen, nennt man diatonisch. Je nach Zusammenhang der Ganz- und Halbtöne entstehen verschiedene Tongeschlechter. Will man eine heptatonische Tonleiter auf jedem der Stammtöne beginnen können, so benötigt man insgesamt zwölf Halbtöne, d. h. jede diatonische Siebenordnung ist in die chromatisch-enharmonische Zwölfordnung integriert.

## Heptatonische Tonleitern (Beispiele)
- Die Dur-Tonleiter
- Die verschiedenen Moll-Tonleitern (z. B. natürlich, harmonisch, melodisch Moll)
- Die Kirchentonleitern (Dorisch, Phrygisch, Lydisch, Mixolydisch, Lokrisch, und so weiter)
- Die phrygisch-dominante Skala
- Die Zigeunertonleitern
- Die Harmonisch-Dur-Tonleiter
- Die Mi-Sheberach-Tonleiter
- Die alterierte Skala
- Die enigmatische Leiter
- Die frühgriechischen Aulos-Modi
- Die Ragas der indischen Musik
- Die zwölf Lü der chinesischen Musik
- Slendro und Pélog der Gamelanmusik auf den indonesischen Inseln Java und Bali

## Andere Tonleitern
- Die Bluestonleiter (siehe auch Blue Notes)
- Pentatonik (d. h. fünf verschiedene Töne)
- oktatonische Tonleitern wie die verminderte Skala oder die Bebop-Skalen